# Паралелни тоналности
Паралелни тоналности е музикален термин, с който се обозначават две тоналности с еднакви знаци за алтерация в арматурата. Паралелните тоналности са винаги групирани по двойки, мажорна и минорна, като минорната отстои на малка терца по-ниско от мажорната. По този начин паралелна за тоналността до мажор e ла минор (без знаци за алтерация), за фа мажор – ре минор (с един бемол в арматурата), за фа-диез мажор – ре-диез минор (но не ми-бемол минор, въпреки съвпадението на тоновете ре-диез и ми-бемол).
В музикалната композиция често се използва модулация между паралелните тоналности.